# 普瓦图地区沙斯讷伊
普瓦图地区沙斯讷伊（法語：Chasseneuil-du-Poitou，法語發音：[ʃasnœj dy pwatu]），法国中西部城市，新阿基坦大区维埃纳省的一个市镇，隶属于普瓦捷区，其市镇面积为17.61平方公里，2022年1月1日时人口数量为4,776人，在法国市镇中排名第2,335位。
普瓦图地区沙斯讷伊位于维埃纳省中部，克兰河左岸，是大普瓦捷城市公共社区的组成部分，观测未来公园南部及配套的火车站位于其境内。

## 地名来源

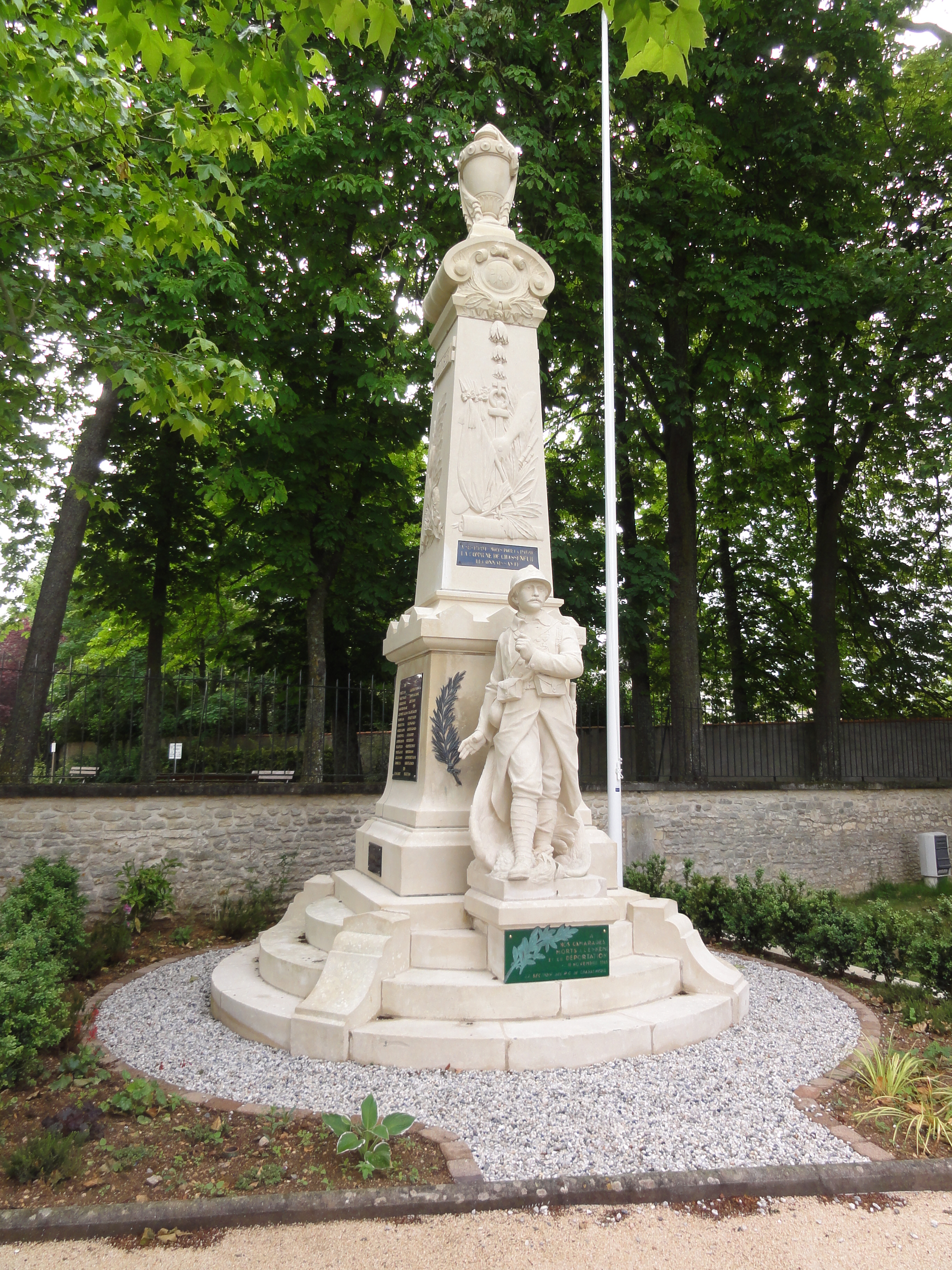
普瓦图地区沙斯讷伊境内的烈士纪念碑

根据当地官方网站的论述，“Chasseneuil”一名最初以拉丁语“Casanoligus”的形式被记载，该名称的来源及含义尚不清楚，其拼写形式历史上曾发生十余次变化；“-du-Poitou”这一后缀自1926年起成为当地官方名称的一部分。

## 历史
普瓦图地区沙斯讷伊的早期历史尚不清楚。根据当地官方网站的论述，普瓦图地区沙斯讷伊始建于中世纪中前期。8世纪末，法兰克国王查理曼曾长期征战于阿基坦地区，其长子虔诚者路易于778年可能在沙斯讷伊境内出生，后者于781年被加冕为阿基坦国王。中世纪中后期，沙斯讷伊长期为一处普通农业村落，圣雅各之路的一条支线由此通过。法国大革命后，沙斯讷伊成为维埃纳省的一个市镇。工业革命期间，途径沙斯讷伊的巴黎—波尔多铁路建成通车。自20世纪中后期以来，得益于普瓦捷的城市扩张，普瓦图地区沙斯讷伊人口数量逐年增加。20世纪80年代，普瓦图地区沙斯讷伊境内的大片土地被用于开发建设观测未来公园，后者于1987年开业。自2016年1月1日起，普瓦图地区沙斯讷伊成为同名县的县治。

## 地理

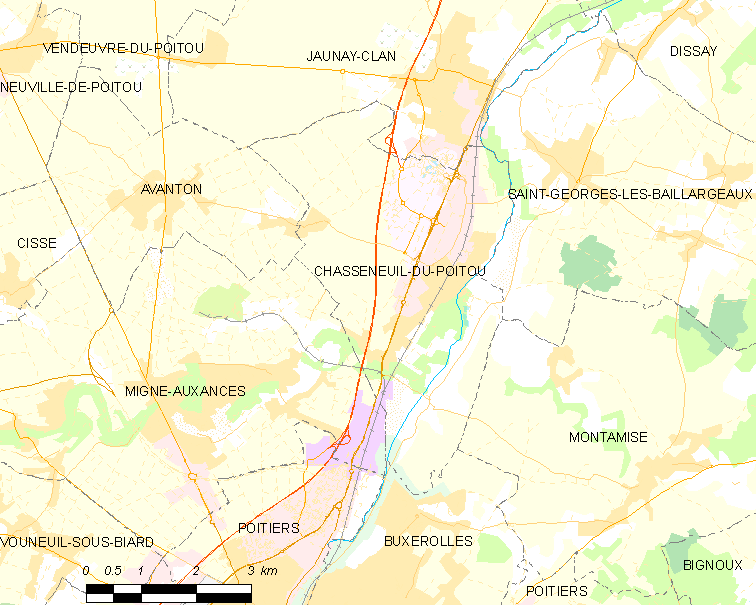
普瓦图地区沙斯讷伊市镇范围地图

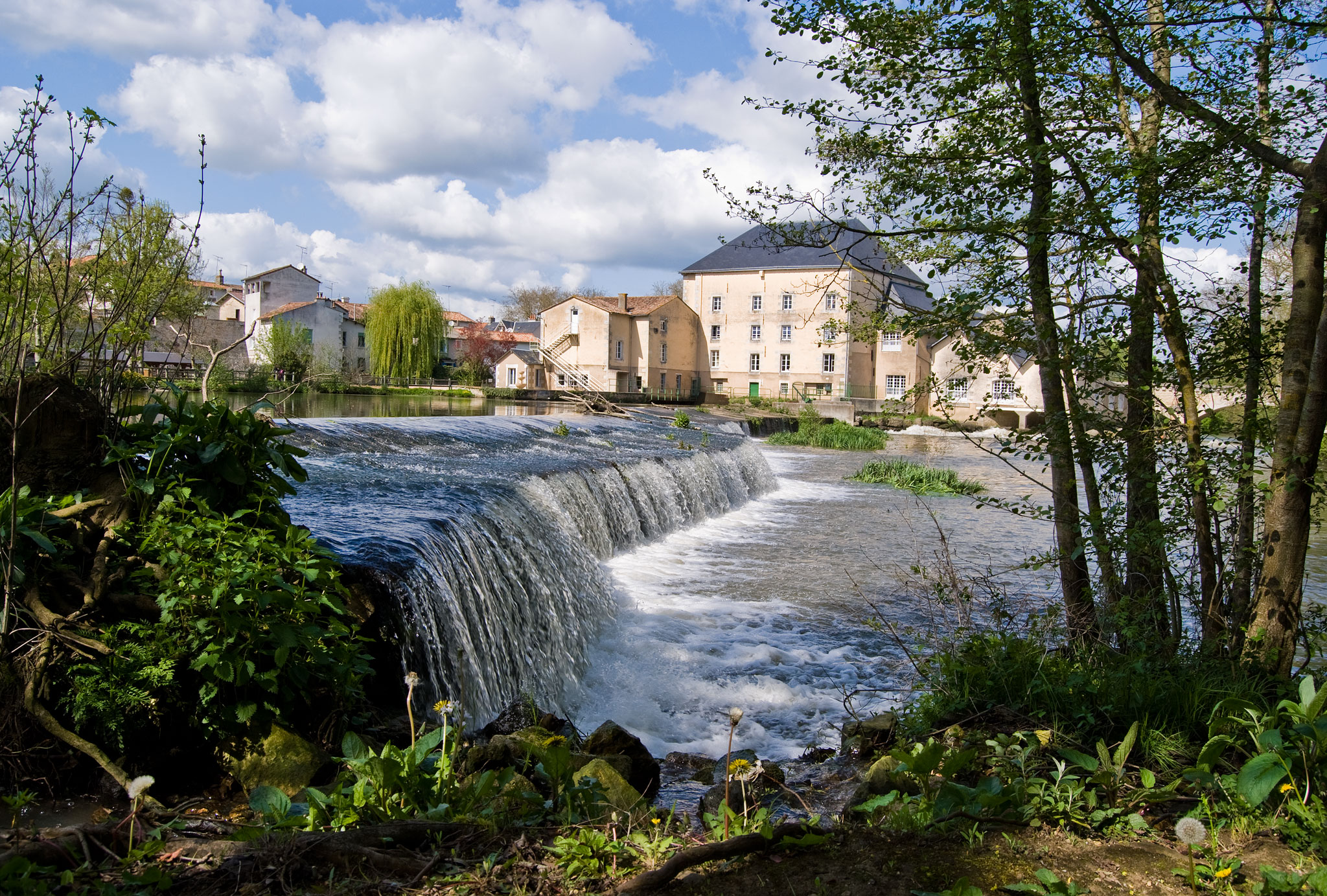
流经普瓦图地区沙斯讷伊的克兰河

普瓦图地区沙斯讷伊位于法国中西部，新阿基坦大区北部和维埃纳省中部略偏北，距离省会普瓦捷大约11公里。与普瓦图地区沙斯讷伊接壤的市镇包括：阿旺通、比克瑟罗勒、若奈-马里尼、米涅-欧桑斯、蒙塔米塞和圣乔治莱巴亚若。

### 地形
普瓦图地区沙斯讷伊位于阿基坦盆地北部，普瓦特万地区腹地，境内以平原为主，市镇中心地势较为平坦，整体地势自克兰河向西有所抬升，全境海拔在63到124米之间。

### 水文
普瓦图地区沙斯讷伊位于卢瓦尔河流域范围内，克兰河自南向北流经市镇东部，其左岸支流欧桑斯河在市镇南部与其交汇。

### 植被
普瓦图地区沙斯讷伊属于温带阔叶混交林区，林地广泛分布于河流附近，镇中心东侧的里博迪耶尔围公园（Parc du Clos de la Ribaudière）是当地的一处城市绿地。
在鲜花城市的评比中，普瓦图地区沙斯讷伊被评为3星级鲜花城市。

### 气候
普瓦图地区沙斯讷伊在柯本气候分类法中属于温带海洋性气候（Cfb）。
距离普瓦图地区沙斯讷伊最近的常年气象站位于比克瑟罗勒境内，以下为该气象站的数据（其中日照数据取自普瓦捷-比亚尔气象站）：
| 比克瑟罗勒 1981年－2019年 | 比克瑟罗勒 1981年－2019年 | 比克瑟罗勒 1981年－2019年 | 比克瑟罗勒 1981年－2019年 | 比克瑟罗勒 1981年－2019年 | 比克瑟罗勒 1981年－2019年 | 比克瑟罗勒 1981年－2019年 | 比克瑟罗勒 1981年－2019年 | 比克瑟罗勒 1981年－2019年 | 比克瑟罗勒 1981年－2019年 | 比克瑟罗勒 1981年－2019年 | 比克瑟罗勒 1981年－2019年 | 比克瑟罗勒 1981年－2019年 | 比克瑟罗勒 1981年－2019年 |
| 月份                      | 1月                       | 2月                       | 3月                       | 4月                       | 5月                       | 6月                       | 7月                       | 8月                       | 9月                       | 10月                      | 11月                      | 12月                      | 全年                      |
| ------------------------- | ------------------------- | ------------------------- | ------------------------- | ------------------------- | ------------------------- | ------------------------- | ------------------------- | ------------------------- | ------------------------- | ------------------------- | ------------------------- | ------------------------- | ------------------------- |
| 历史最高温 °C（°F）       | 19.2 (66.6)               | 24.9 (76.8)               | 26.4 (79.5)               | 31.5 (88.7)               | 38.6 (101.5)              | 38.8 (101.8)              | 40.1 (104.2)              | 42.5 (108.5)              | 37 (99)                   | 29.9 (85.8)               | 26.1 (79.0)               | 19.8 (67.6)               | 42.5 (108.5)              |
| 平均高温 °C（°F）         | 8.2 (46.8)                | 9.7 (49.5)                | 13.8 (56.8)               | 16.3 (61.3)               | 20.8 (69.4)               | 24.6 (76.3)               | 27.3 (81.1)               | 27.1 (80.8)               | 23.4 (74.1)               | 18.2 (64.8)               | 12 (54)                   | 8.6 (47.5)                | 17.5 (63.5)               |
| 日均气温 °C（°F）         | 4.9 (40.8)                | 5.5 (41.9)                | 8.6 (47.5)                | 10.6 (51.1)               | 14.7 (58.5)               | 18.1 (64.6)               | 20.5 (68.9)               | 20.2 (68.4)               | 17 (63)                   | 13.2 (55.8)               | 8 (46)                    | 5.4 (41.7)                | 12.2 (54.0)               |
| 平均低温 °C（°F）         | 1.7 (35.1)                | 1.4 (34.5)                | 3.3 (37.9)                | 4.9 (40.8)                | 8.6 (47.5)                | 11.6 (52.9)               | 13.6 (56.5)               | 13.3 (55.9)               | 10.5 (50.9)               | 8.2 (46.8)                | 4 (39)                    | 2.3 (36.1)                | 7 (45)                    |
| 历史最低温 °C（°F）       | −19.8 (−3.6)              | −15.3 (4.5)               | −12.2 (10.0)              | −5 (23)                   | −2.5 (27.5)               | 2.2 (36.0)                | 0 (32)                    | 1.2 (34.2)                | −3.5 (25.7)               | −7 (19)                   | −9.9 (14.2)               | −16.3 (2.7)               | −19.8 (−3.6)              |
| 平均降水量 mm（）         | 67.5 (2.66)               | 51 (2.0)                  | 50.8 (2.00)               | 60.4 (2.38)               | 65.3 (2.57)               | 53.6 (2.11)               | 55.6 (2.19)               | 45.9 (1.81)               | 52.3 (2.06)               | 78.5 (3.09)               | 78 (3.1)                  | 74.5 (2.93)               | 733.4 (28.87)             |
| 月均日照時數              | 69.7                      | 96.1                      | 153.8                     | 174.6                     | 206.5                     | 232.9                     | 242.7                     | 241.8                     | 194.2                     | 128.8                     | 82.6                      | 65.2                      | 1,888.9                   |
| 来源：infoclimat.fr       |                           |                           |                           |                           |                           |                           |                           |                           |                           |                           |                           |                           |                           |

## 行政区划
普瓦图地区沙斯讷伊的市镇编号为86062，邮政编号为86360。
在行政管理方面，普瓦图地区沙斯讷伊隶属于法国新阿基坦大区维埃纳省普瓦捷区；在地方选举方面，普瓦图地区沙斯讷伊是普瓦图地区沙斯讷伊县的中央投票站所在地，其市镇范围全境被划入维埃纳省第一选区；在社会管理方面，普瓦图地区沙斯讷伊是大普瓦捷城市公共社区的组成部分。
截至2024年5月，普瓦图地区沙斯讷伊市镇范围内暂无任何城市敏感街区及城市政策优先街区。
法国国家统计与经济研究所（简称）在进行数据统计时，将普瓦图地区沙斯讷伊及相邻的另外7个市镇设为普瓦捷城市核心区，并将包括核心区在内的周边共91个市镇划为普瓦捷伊城市区。自2020年起，普瓦捷城市区被包含97个市镇的普瓦捷城市辐射区代替。此外，还将普瓦图地区沙斯讷伊市镇分为了3个“块区”（IRIS），以便于统计人口分布情况。

## 交通

### 公路
A10高速公路经过普瓦图地区沙斯讷伊市区西部并设有28号出入口连接市区；维埃纳省省道D4线、D18线、D20C线、D20D线、D87线和D910线在普瓦图地区沙斯讷伊境内交汇。新阿基坦大区下属的维埃纳省城际客运112线经停普瓦图地区沙斯讷伊，可通往沙泰勒罗、迪赛等地。
| 28 | 3.6 |

| 普瓦捷 | 10 |

| 沙泰勒罗 | 25 |

| 若奈-马里尼 | 5 |

2020年，71.3%的普瓦图地区沙斯讷伊家庭拥有至少一辆私人汽车。2021年，普瓦图地区沙斯讷伊境内共发生各类交通事故1起，造成2人受伤，其中1人重伤。

### 铁路

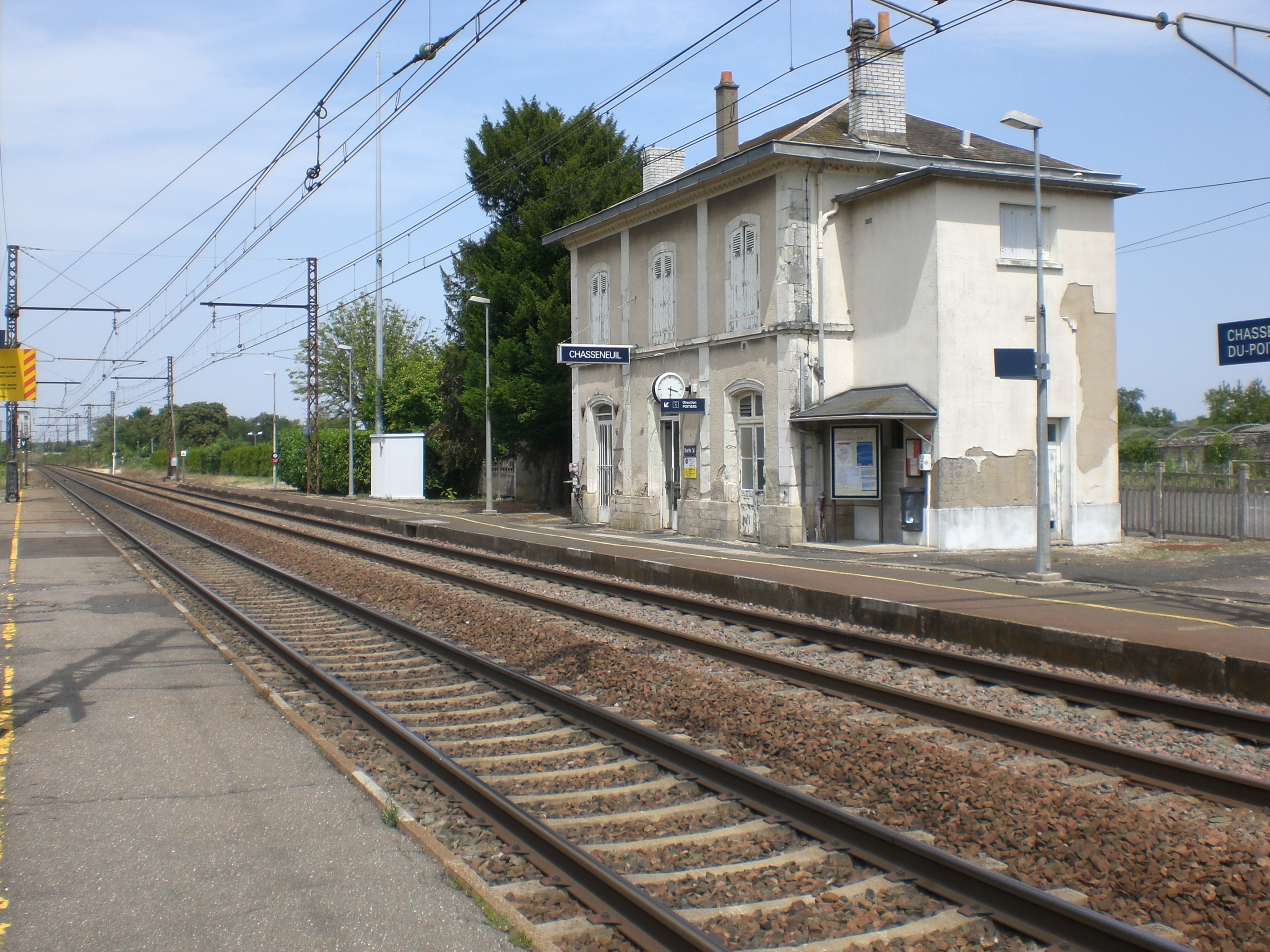
沙斯讷伊火车站

普瓦图地区沙斯讷伊位于巴黎—波尔多铁路上。沙斯讷伊站位于普瓦图地区沙斯讷伊市区东南部，该站停靠往返于普瓦捷和沙泰勒罗一线的区域列车，部分班次可直通图尔及昂古莱姆；观测未来公园站位于普瓦图地区沙斯讷伊市区东北部，为方便观测未来公园游客所建，车站与公园间有人行天桥连接，该站停靠所有途径于此的区域列车，以及少量直通巴黎的高速列车。

### 航空
普瓦图地区沙斯讷伊距离普瓦捷机场的公路里程大约10公里。

### 城市公共交通
普瓦图地区沙斯讷伊是普瓦捷城市公共交通（商业名称为“Vitalis”）的服务覆盖范围。截至2024年5月，该系统共包括数十条公交线路，其中公交1路、21路和35路经过普瓦图地区沙斯讷伊市区。

## 政治

### 市政内阁

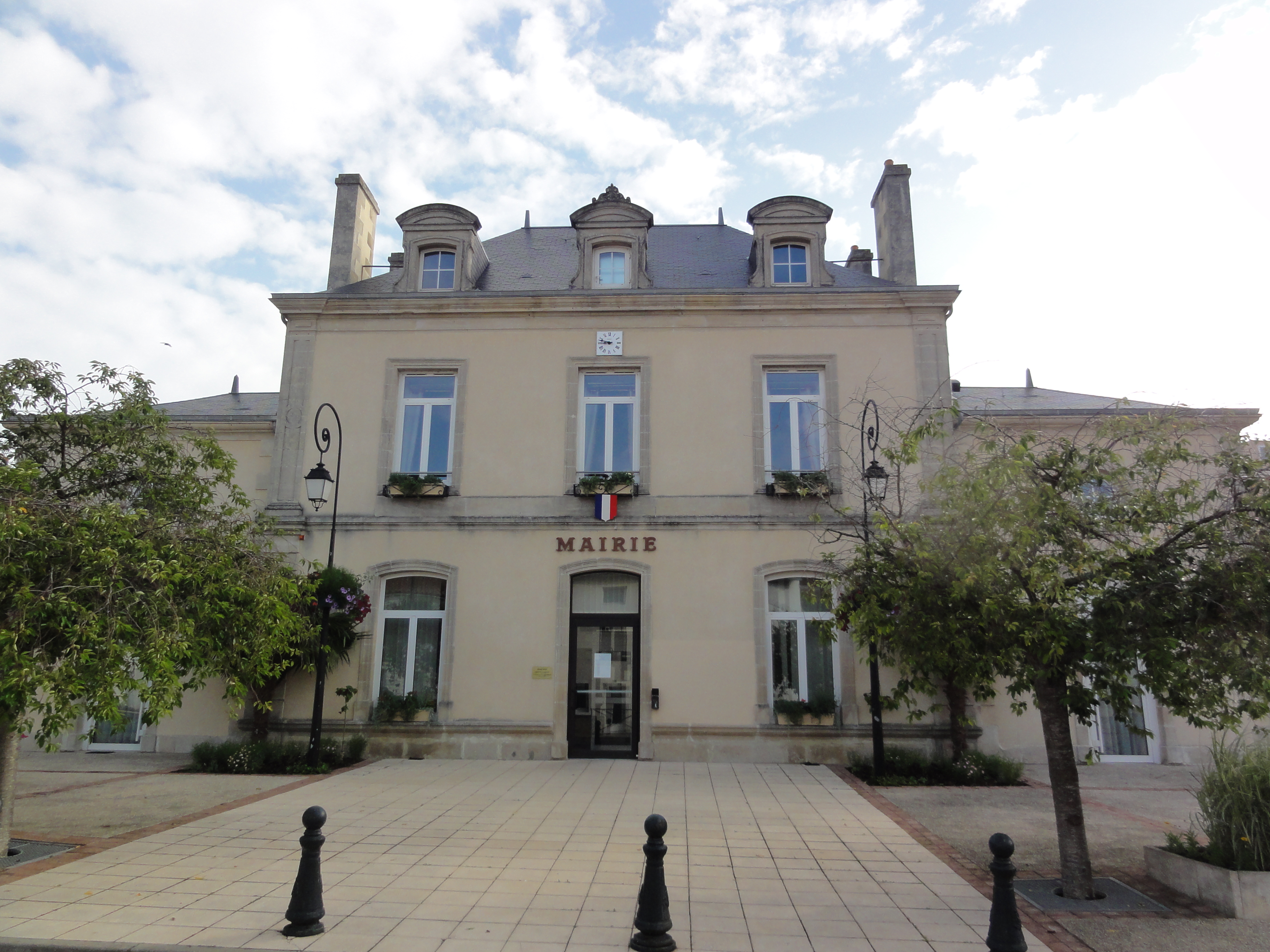
普瓦图地区沙斯讷伊市政厅

普瓦图地区沙斯讷伊的现任市长为克洛德·埃德尔斯坦先生（Claude EIDELSTEIN），他是一名右翼无党派人士，在2020年的市政选举中获得了100.00%的支持率（无其他候选人）。
| 普瓦图地区沙斯讷伊历届市长 | 普瓦图地区沙斯讷伊历届市长          | 普瓦图地区沙斯讷伊历届市长 |
| 任期                       | 市长                                | 党派                       |
| -------------------------- | ----------------------------------- | -------------------------- |
| （1971年以前资料暂缺）     |                                     |                            |
| 1971年－2001年             | Pierre GIRET 皮埃尔·吉雷            | DVD右翼无党派人士          |
| 2001年－                   | Claude EIDELSTEIN 克洛德·埃德尔斯坦 | DVD右翼无党派人士          |

### 各级选举
| 普瓦图地区沙斯讷伊历届投票选举结果 | 普瓦图地区沙斯讷伊历届投票选举结果 | 普瓦图地区沙斯讷伊历届投票选举结果 | 普瓦图地区沙斯讷伊历届投票选举结果 | 普瓦图地区沙斯讷伊历届投票选举结果 | 普瓦图地区沙斯讷伊历届投票选举结果 | 普瓦图地区沙斯讷伊历届投票选举结果 | 普瓦图地区沙斯讷伊历届投票选举结果 | 普瓦图地区沙斯讷伊历届投票选举结果 | 普瓦图地区沙斯讷伊历届投票选举结果 |
| 选举项目                           | 选举范围                           | 选区单位                           | 选区单位内的选举结果               | 选区单位内的选举结果               | 选区单位内的选举结果               | 选区单位内的选举结果               | 选区单位内的选举结果               | 选区单位内的选举结果               | 参考资料                           |
| 选举项目                           | 选举范围                           | 选区单位                           | 第一轮胜出者                       | 第一轮胜出者                       | 支持率                             | 第二轮胜出者                       | 第二轮胜出者                       | 支持率                             | 参考资料                           |
| ---------------------------------- | ---------------------------------- | ---------------------------------- | ---------------------------------- | ---------------------------------- | ---------------------------------- | ---------------------------------- | ---------------------------------- | ---------------------------------- | ---------------------------------- |
| 2017年法國總統選舉                 | 法國                               | 市镇                               |                                    | 埃马纽埃尔·马克龙                  | 30.18%                             |                                    | 埃马纽埃尔·马克龙                  | 73.5%                              | [ 27 ]                             |
| 2017年法国立法选举                 | 维埃纳省第一选区                   | 市镇                               |                                    | 雅克·萨瓦捷                        | 48.02%                             |                                    | 雅克·萨瓦捷                        | 66.67%                             | [ 27 ]                             |
| 2019年欧洲议会选举                 | 法國                               | 市镇                               |                                    | 纳塔莉·卢瓦索                      | 26.61%                             | （不适用）                         | （不适用）                         | （不适用）                         | [ 29 ]                             |
| 2021年法国省级选举                 | 维埃纳省                           | 县                                 |                                    | 克洛德·埃德尔斯坦 帕斯卡尔·吉泰    | 58.55%                             |                                    | 克洛德·埃德尔斯坦 帕斯卡尔·吉泰    | 58.16%                             | [ 30 ] [ 31 ]                      |
| 2021年法国省级选举                 | 维埃纳省                           | 市镇                               |                                    | 克洛德·埃德尔斯坦 帕斯卡尔·吉泰    | 75.14%                             |                                    | 克洛德·埃德尔斯坦 帕斯卡尔·吉泰    | 74.39%                             | [ 30 ] [ 31 ]                      |
| 2021年法国大区选举                 |                                    | 市镇                               |                                    | 阿兰·鲁塞                          | 22.38%                             |                                    | 阿兰·鲁塞                          | 33.77%                             | [ 32 ]                             |
| 2022年法国总统选举                 | 法國                               | 市镇                               |                                    | 埃马纽埃尔·马克龙                  | 34.81%                             |                                    | 埃马纽埃尔·马克龙                  | 67.1%                              | [ 27 ]                             |
| 2022年法国立法选举                 | 维埃纳省第一选区                   | 市镇                               |                                    | 弗朗索瓦丝·巴莱-布吕               | 32.25%                             |                                    | 弗朗索瓦丝·巴莱-布吕               | 53.73%                             | [ 27 ]                             |

## 人口
2021年，普瓦图地区沙斯讷伊市镇人口数量为4,767，在法国排名第2,335位。其中男性2,502人，女性2,197人，75岁及以上人口占7.3%，外籍人口数量为218人，人口密度为271人/平方公里，当地居民被称为（男性）或（女性）。2022年，普瓦图地区沙斯讷伊境内出生46人，死亡人口41人。
| 普瓦图地区沙斯讷伊1901年－2021年人口变化情况 |
|                                              |
| 数据来源：Cassini、INSEE                     |

## 经济
普瓦图地区沙斯讷伊是普瓦捷北部的一个卫星城。截至2024年5月，普瓦图地区沙斯讷伊市镇范围内共有各类用人单位（包含自雇）1,230家，平均历史为15年，其中88.69%为中小型企业（PME），2024年3月至5月间，当地的经济活力指数为0.16%。（食用油加工）、（企业管理）及（饮品批发销售）是当地2022年营业额最高的三个企业，分别为137,090,763欧元、33,494,309欧元和16,412,809欧元。

## 财政与居民收入
2022年，普瓦图地区沙斯讷伊的财政收入总额为6,543,430欧元，财政支出总额为5,575,870欧元，当年的债务总额为0欧元。2022年，普瓦图地区沙斯讷伊市镇通过增值税获得245,290欧元的收入，此外当地还共获得了57,060欧元的国家直接财政补助。
| 普瓦图地区沙斯讷伊居民收入情况                   | 普瓦图地区沙斯讷伊居民收入情况 | 普瓦图地区沙斯讷伊居民收入情况 | 普瓦图地区沙斯讷伊居民收入情况 |
| 内容                                             | 普瓦图地区沙斯讷伊             | 法国                           | 统计年份                       |
| ------------------------------------------------ | ------------------------------ | ------------------------------ | ------------------------------ |
| 征税家庭总数                                     | 1,956                          | 1,081（法国市镇平均）          | 2022年                         |
| 居民平均月收入                                   | 2,155欧元                      | 2,435欧元                      | 2022年                         |
| 高级职员人均月收入                               | 3,672欧元                      | 4,331欧元                      | 2021年                         |
| 中级职员人均月收入                               | 2,223欧元                      | 2,470欧元                      | 2021年                         |
| 普通职员人均月收入                               | 1,695欧元                      | 1,801欧元                      | 2021年                         |
| 贫困率                                           | 11%                            | 14.5%                          | 2020年                         |
| 青壮年（15至64岁）失业率                         | 11.9%                          | 7.4%                           | 2020年                         |
| 征税家庭数量占比                                 | 45.6%                          | 45.5%                          | 2020年                         |
| 家庭年均纳税                                     | 2,354欧元                      | 4,393欧元                      | 2022年                         |
| 资料来源：INSEE、L'Internaute、Le Journal du Net |                                |                                |                                |

## 社会事务

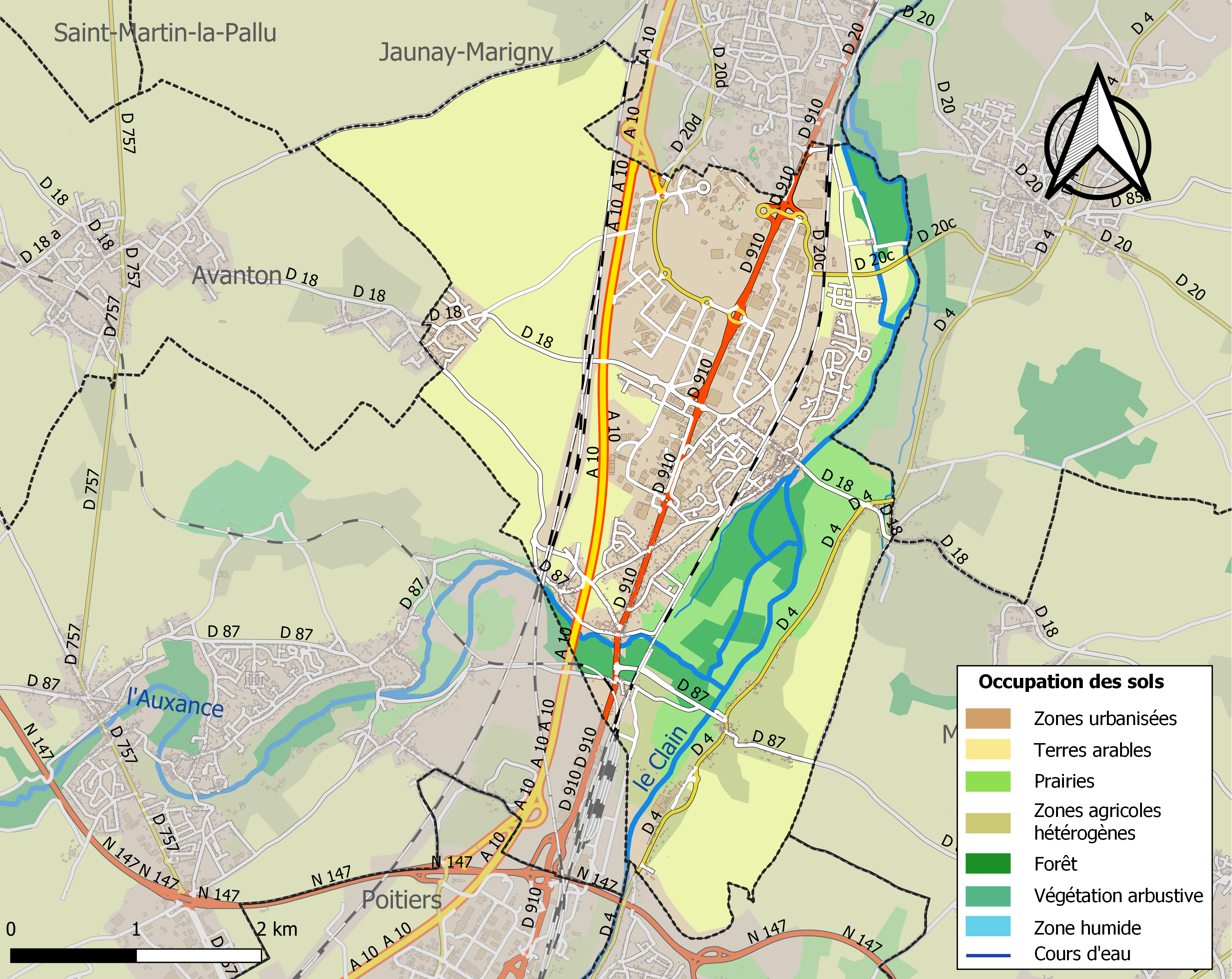
普瓦图地区沙斯讷伊土地利用情况地图

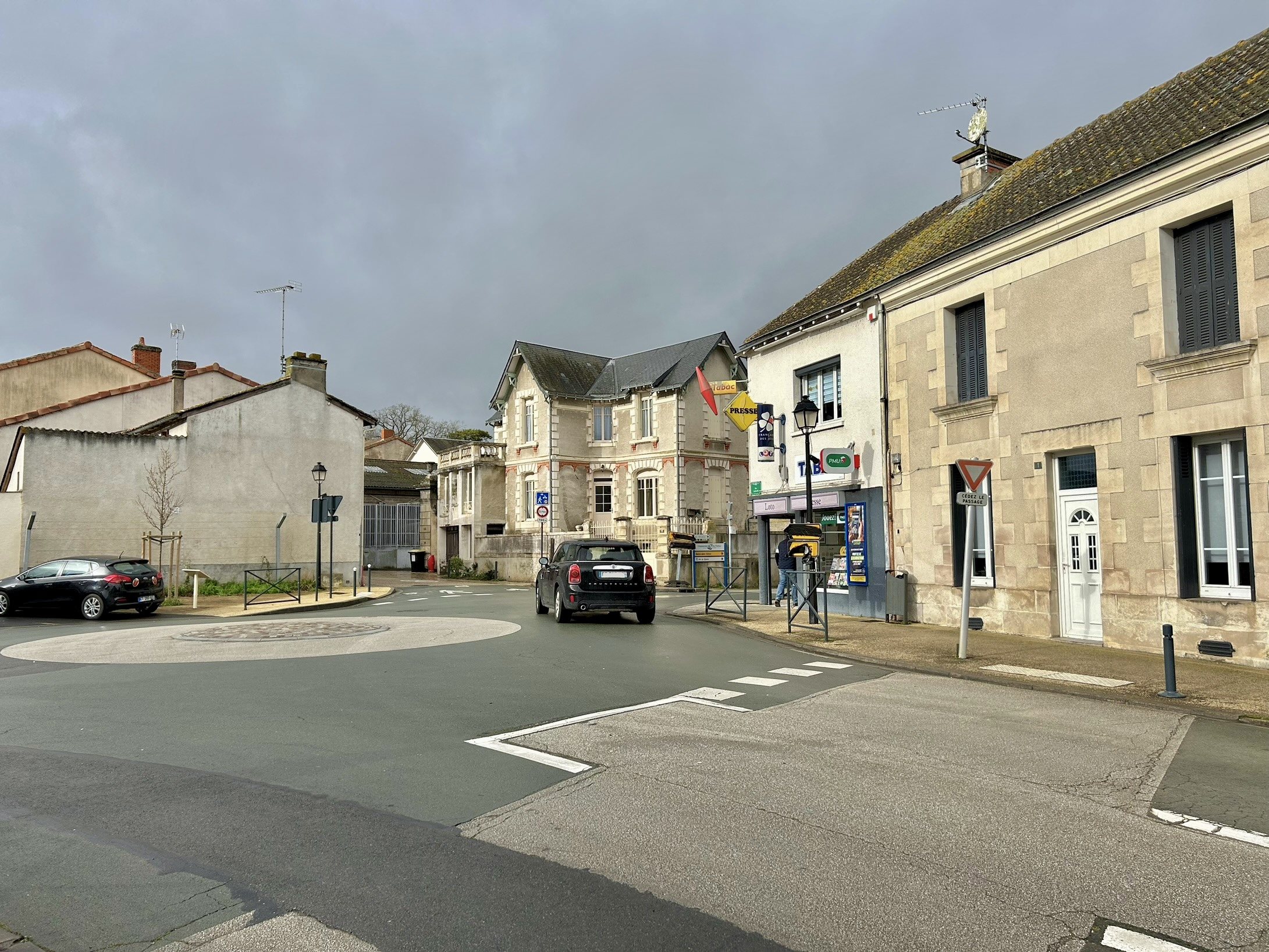
邮局路口环岛

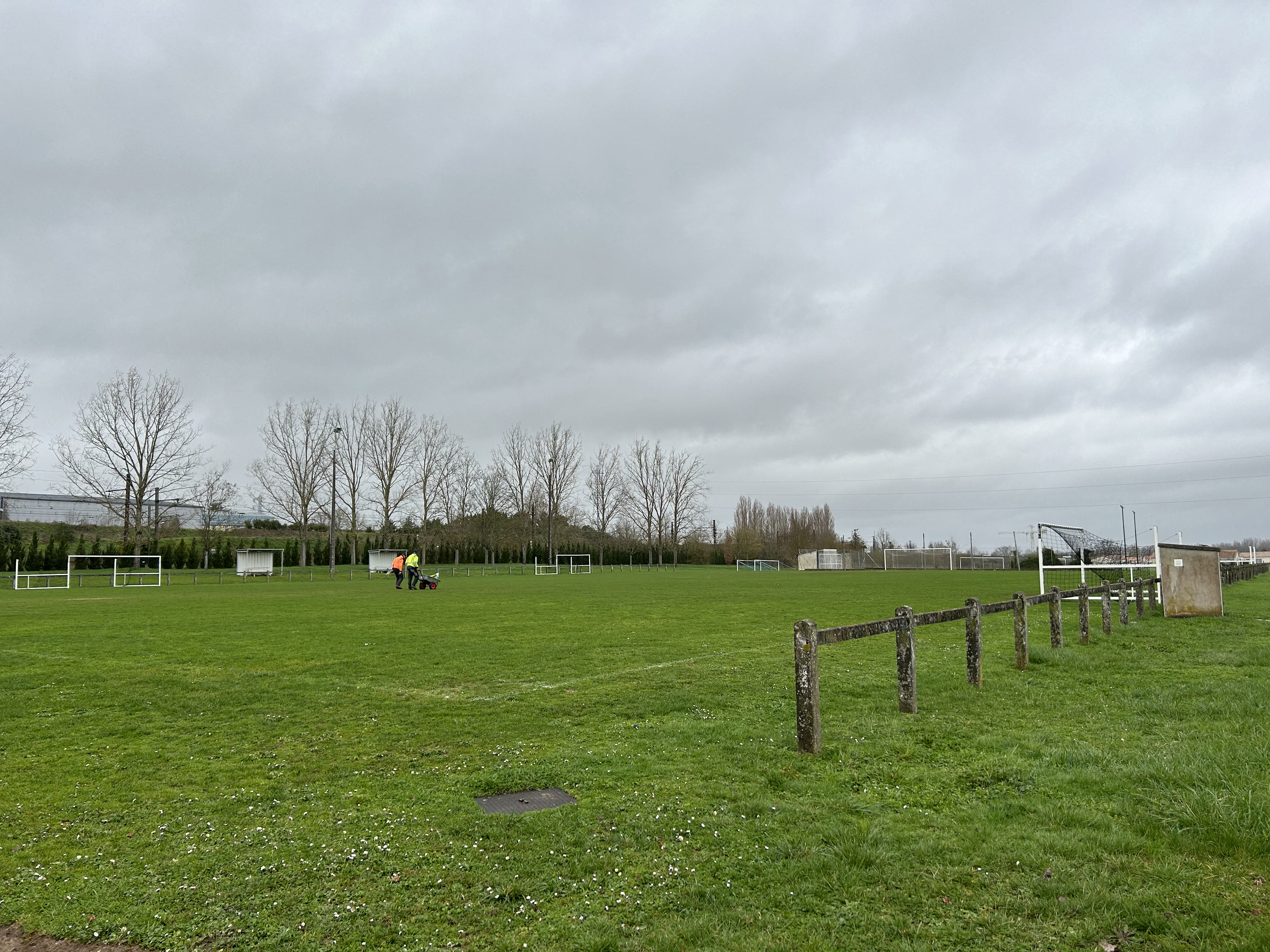
一处开放式足球场

### 教育
普瓦图地区沙斯讷伊属于普瓦捷学区。截至2021年1月1日，普瓦图地区沙斯讷伊境内共有1所幼儿园和1所小学。

### 医疗
截至2021年1月1日，普瓦图地区沙斯讷伊境内共有全科医生4名、保健师9名、牙医2名、护士4名和助产士1名。境内共有药房2家、养老院1家。
距离普瓦图地区沙斯讷伊最近的区域性医疗机构为普瓦捷大学中心医院，其主病区拉米莱特里医院（Hôpital de la Milétrie）位于普瓦捷市区东南部，距离普瓦图地区沙斯讷伊市区的正常车程大约18分钟，该院设有床位1,766个，是维埃纳省规模最大的公立综合性医院。

### 住房
2020年，普瓦图地区沙斯讷伊境内共有各类住房2,844套，其中53.1%为独立式住宅，45.3%为集中式住宅。常住房屋占普瓦图地区沙斯讷伊市镇范围内居民建筑总量的87.4%。
在住房保障政策方面，2022年，普瓦图地区沙斯讷伊境内共有885户家庭获得了住房经济补助，受益人数占总人口数量的18.6%，其中870份为房租补助。

### 商业
2021年，普瓦图地区沙斯讷伊境内共有各类实体商铺210家，其中餐厅33家、大型超市5家、面包房8家、肉铺2家、书店1家、装饰品店3家、银行门店7家、美容美发店10家、汽车维修店12家。普瓦图地区沙斯讷伊镇中心建有一家Coop便民超市；省道D910线两侧为开放式商业街区，有Grand Frais、Leroy Merlin、Conforama、BUT、Cultura等商场；观测未来公园附近建有欧尚大型超市。

### 体育
2021年，普瓦图地区沙斯讷伊境内共有1家游泳池、4间体育馆、1座综合体育场、9处网球场、2处足球或橄榄球场以及3处篮球或排球场。
截至2024年5月，沙斯讷伊-圣乔治足球俱乐部（Chasseneuil-Saint Georges Football Club，编号582346）是普瓦图地区沙斯讷伊境内唯一的一家注册足球俱乐部，该俱乐部成立于2017年，其主队2024至2025赛季参加维埃纳省足球联赛甲组（法国第九级别），其主场为莱塞克吕泽勒球场（Stade des Ecluzelles）。

### 环境
普瓦图地区沙斯讷伊的环境事务由其所属的大普瓦捷城市公共社区联合各级政府协调负责。2021年，普瓦图地区沙斯讷伊境内共有3家污染企业。

### 治安
普瓦图地区沙斯讷伊及其附近的共76个市镇是普瓦捷国家宪兵队（zone gendarmerie de Poitiers）的管辖范围。2020年，该宪兵队累计记录各类案件3,695起，其中盗窃类案件1,674起，经济类案件602起，毒品交易类案件194起。

## 文化

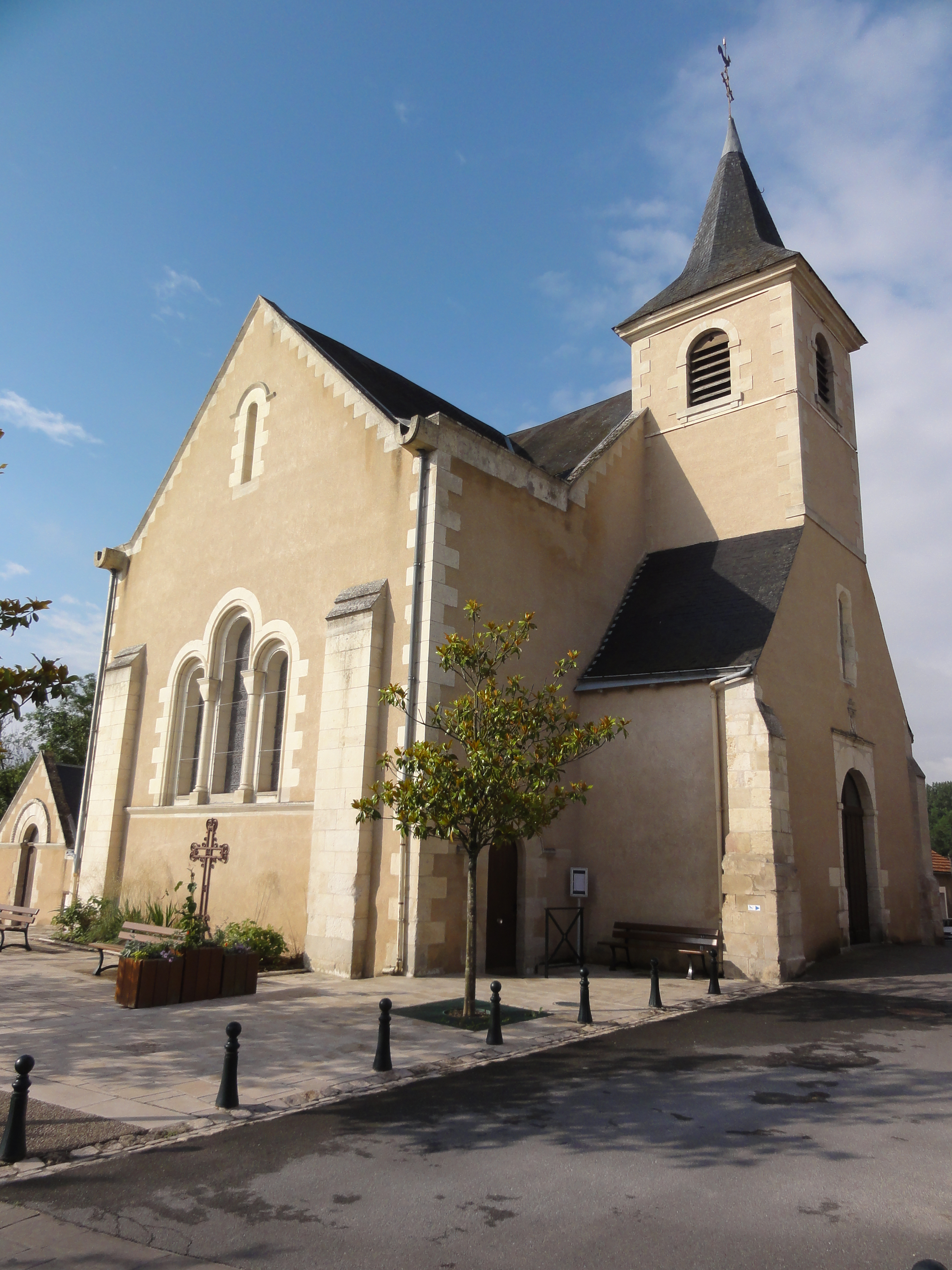
圣克莱芒教堂

2021年，普瓦图地区沙斯讷伊境内暂无任何文化设施。普瓦图地区沙斯讷伊境内建有多媒体中心（Médiathèque），每周二至六向公众开放。

### 建筑
普瓦图地区沙斯讷伊因观测未来公园及其园区内的多处建筑群而闻名；此外普瓦图地区沙斯讷伊镇中心的圣克莱芒教堂（Église Saint-Clément de Chasseneuil-du-Poitou）则是当地的一处地标性历史建筑。

### 旅游
普瓦图地区沙斯讷伊的旅游事务由其所属的大普瓦捷城市公共社区联合各级政府协调负责。2023年，普瓦图地区沙斯讷伊境内共有17家酒店共计2,017间房间；另有1个露营地，可容纳共28辆露营车。

### 媒体
法国主要的媒体均可在普瓦图地区沙斯讷伊接收，法国电视三台下属的新阿基坦大区频道在部分时段播出普瓦图地区沙斯讷伊所在维埃纳省的地方新闻。蓝色法兰西普瓦图广播、《维埃纳省中央报》、《中西部新共和国报》等是当地主要的地方性媒体。

## 相关人物
法国前总理让-皮埃尔·拉法兰曾于1995至2001年间为普瓦图地区沙斯讷伊市政议员。

## 友好城市
截至2024年5月，普瓦图地区沙斯讷伊共与一座城市建立了友好城市关系：
- 西班牙 拉纳哈